# IC 5350
IC 5350 је елиптична галаксија у сазвјежђу Вајар која се налази на листи објеката дубоког неба у Индекс каталогу.
Деклинација објекта је - 27° 57' 29" а ректасцензија 23h 47m 14,7s. Привидна величина (магнитуда) објекта IC 5350 износи 13,4 а фотографска магнитуда 14,4. Налази се на удаљености од 96,043 милиона парсека од Сунца. IC 5350 је још познат и под ознакама ESO 471-14, MCG -5-56-9, DRCG 54-77, PGC 72396.